# Arcamani
Arcamani II (Arqamani) foi um rei cuxita de Meroé no final do século III a.C. e início do século II a.C. conhecido por inscrições em Filas e Daca. Identificado como a versão na escrita meroítica de Ergamenes II rei de Meroé ou da alta Etiópia durante o reinado de Ptolemeu II Filadelfo, mencionado por Diodoro Sículo, porém é possível que vários reis tenham sido fundidos em um único.

## Histórico
Acredita-se que Arcamani governou em Meroé na época da revolta egípcia de Hugronafor contra Ptolemeu IV Filópator (cujo reinado ocorreu entre 221 e 204 a.C.). Sua comprovação histórica é atestada por uma série de inscrições e relevos nos templos de   Calabexa, Filas e Daca. Em Daca, usurpou algumas inscrições de orações de oferenda originalmente ofertadas em honra de Ptolomeu IV. 
Arcamani tomou um elaborado antigo titularismo real egípcio que provavelmente reflete seu controle acima da Núbia Baixa reconquistada e seus habitantes. Seu nome de Hórus é Kashy-netjery-kheper, que significa "O cuxita cujo surgimento é divino ", enquanto o epíteto de seu nome de Sá-Ré é Ankhdjet-meriaset, que significa "Dada a vida, amado de Ísis", bem como Mkltk Istrk que está escrito em escrita meroitica e cujo significado não é conhecido. 
Arcamani foi enterrado em uma pirâmide em Begarawiyah na periferia de Meroé agora conhecida como Beg. N 7. 

## Citação em Diodoro Sículo
Diodoro Sículo   relata o costume dos reis da Etiópia (identificados no Livro III à cidade de Meroé) de reinarem até receberem ordens dos sacerdotes indicando que eles devem morrer. Este costume perdurou até o reinado de Ergamenes, contemporâneo de Ptolomeu II, um rei com educação grega e estudioso de filosofia, que desprezou o comando dos deuses, enviou seus soldados ao templo dourado dos etíopes e passou os sacerdotes ao fio da espada, abolindo este costume.